# لورنزو ماستی
لورنزو ماستی (انگلیسی: Lorenzo Masetti؛ زادهٔ ۱۵ فوریهٔ ۲۰۰۱) بازیکن فوتبال است.